# アコウダイ
アコウダイ（赤魚鯛、阿候鯛、学名: Sebastes matsubarae）はメバル属に属する海水魚。単にアコウ(鯩魚)とも呼ばれる。別名、アコ、メヌケ（他のメヌケ類との混称として使われる）。水深500 - 700メートルの深い海に生息するため、釣り上げられたとき、水圧の急激な変化により目が飛び出すことから「目が抜け出る」という意味でメヌケの名がある。

## 特徴
体長50センチメートルほど。体色は鮮やかな赤色で、若魚は背に5色の暗色斑がある。同じメバル属の他のメヌケ類とは、眼窩下に棘があることと、頭の背面に3条の暗色帯が無いことで区別できる。背びれの棘は13本。

### 分布
太平洋側では青森県から高知県沖に、日本海側では新潟県から山口県沖に分布するが、特に相模湾や駿河湾に多い。

### 生態
大陸棚の淵の水深500 - 700メートルの岩礁域に生息する。エビ、イカ、他の小型魚類などを捕食する。
12月から4月にかけてが繁殖期で、そのころに水深200メートルほどの場所まで上がってきて10万 - 30万個の卵をメスの体内で孵化させる卵胎生。孵化直後の幼魚は約4ミリメートル。

## 地方名
メヌキ（東京市場）、アカウオ（富山など）。

## 文化
本種は既に江戸時代以前から知られており、大和本草、興化府志、本朝食鑑などの書物に記述がある。そのいずれもが、本種の赤い体色について記述している。

## 利用

### 漁獲
繁殖期の12-4月に漁期となる。漁法は深海延縄や深海釣りで、一つの仕掛けに10数本の枝針を付けた深海用の大型リールや胴突き竿を用いる。
餌はイカやサバなどの短冊を使う。
一本の竿に次々と針の数だけ本種がかかる様子を『アコウのちょうちん行列』という。伊豆大島では『海に椿が咲く』と表現することもある。

### 食材

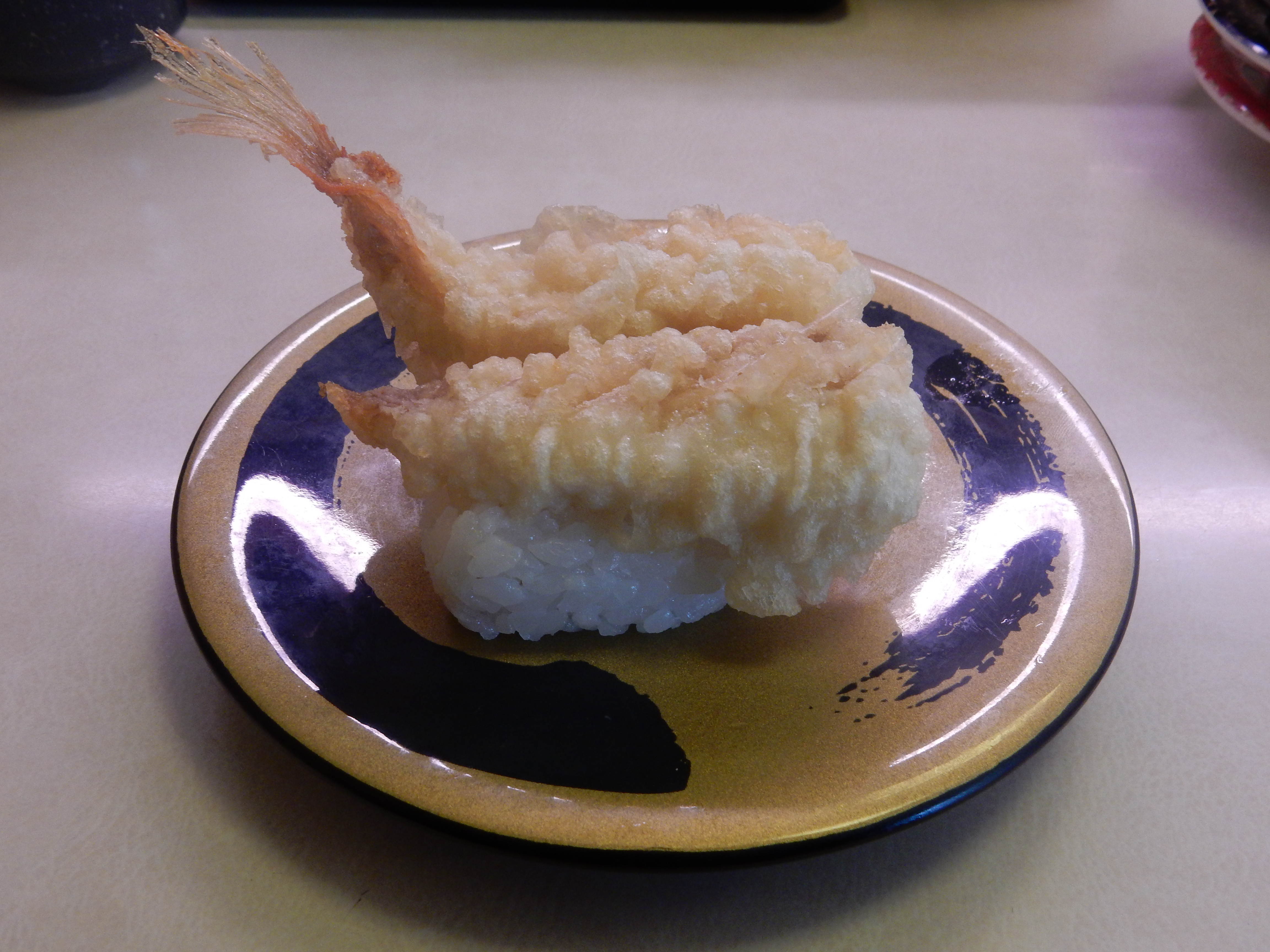
赤魚の天ぷらのにぎり

本種は昔から赤魚の名で流通しており、刺身、洗い、味噌漬、粕漬、塩焼、煮付け、椀だねなどに幅広く利用されている。
また、東京近辺ではあらを汁に仕立てた『あこう汁』という料理もある。マダイの代わりに祝儀に利用することもある。
かつては鯛や鱈の代用としても使われていたが、近年では漁獲量が激減し、高級魚となっている。また、市場で「赤魚」と称して売られているのは近縁のアラスカメヌケやタイセイヨウアカウオであることが多い。また、アカウオを標準和名とするのはハゼ科の別種である。なお、関西地方ではキジハタのことをアコウと呼ぶ。
「アコウダイ」として安価に売られる加工品には代用魚が使われることが多い。バラメヌケ、オオサガ、 アラスカメヌケなどは切り身にするとアコウダイと見た目と味が似ていて判別は困難である。